# Бёрн-Джонс, Филипп
Сэр Филипп Бёрн-Джонс, 2-й баронет (англ. Philip Burne-Jones; 1 октября 1861 — 21 июня 1926) — британский художник, написавший более 60 картин. Первый сын художника-прерафаэлита сэра Эдварда Бёрн-Джонса и его жены Джорджианы.

## Жизнь и творчество
Филипп Бёрн-Джонс родился в Лондоне в 1861 году. Он учился в Марлборо-колледже и Оксфордском университете, который бросил после двух лет обучения. Чтобы успокоить родителей, Филипп согласился брать уроки живописи в Лондоне.
Достигнув высокого уровня мастерства в живописи, художник начал выставлять свои работы в известных галереях Лондона и Парижа. Королевская академия художеств выставляла его работы одиннадцать раз с 1898 по 1918 год, картины Филиппа Бёрн-Джонса выставлялись в Парижском салоне 1900 года. Там он выставил портрет своего отца, который сейчас находится в Национальной портретной галерее в Лондоне. Филипп Бёрн-Джонс стал автором портретов многих известных людей своего времени.
Одна из самых известных работ художника, «Вампир», была написана в 1897 году. На ней изображена женщина, склонившаяся над лежащим без сознания мужчиной. Полагается, что прообразом женщины на картине послужила актриса Стелла Кэмпбелл, с которой у Бёрн-Джонса были романтические отношения. Картина оказала влияние на немой фильм «Вампир» режиссёра Роберта Виньолы.
На протяжении всей жизни творчество Филиппа было в тени его известного отца, его работы часто сравнивали с отцовскими. После смерти отца в 1898 году Филипп унаследовал титул баронета, дарованный его отцу в 1894 году. Большую часть своей жизни Филипп Бёрн-Джонс прожил в Лондоне, где и умер в 1926 году в возрасте 64 лет.